# Andrzej Mierzejewski
Andrzej Mierzejewski (nascido em 7 de dezembro de 1960) é um ex-ciclista profissional polonês. Venceu a Volta à Polônia nos anos de 1982, 1984 e 1988. Competiu nos Jogos Olímpicos de Verão de 1988.